# Milan Timko
Milan Timko (ur. 28 listopada 1972 w Preszowie) – piłkarz słowacki grający na pozycji środkowego obrońcy. W swojej karierze 29 razy wystąpił w reprezentacji Słowacji i strzelił w niej 1 gola.

## Kariera klubowa
Karierę piłkarską Timko rozpoczynał w klubie ze wsi Mikušovce. Następnie został zawodnikiem Tatrana Preszów. W sezonie 1990/1991 zadebiutował w jego barwach w pierwszej lidze czechosłowackiej i był to jego jedyny mecz w barwach Tatrana. W 1991 roku odszedł do STK Senec i przez 3 lata grał w nim w drugiej lidze (od 1993 roku - drugiej lidze słowackiej). Z kolei w latach 1994–1996 był piłkarzem Artmedii Petržalka.
W 1996 roku Timko przeszedł do czeskiego Baníka Ostrawa. Po 2 latach gry w nim wrócił na Słowację i został piłkarzem Slovana Bratysława. W sezonie 1998/1999 wywalczył ze Slovanem dublet - mistrzostwo i Puchar Słowacji.
Na początku 2001 roku Timko wyjechał do Turcji i przez półtora roku grał w klubie Kocaelispor. W 2002 roku odszedł z niego do innego tureckiego pierwszoligowca, Adanasporu. W sezonie 2003/2004 był piłkarzem Aalborga, w którym rozegrał 1 ligowe spotkanie. W latach 2004–2005 był zawodnikiem austriackiego SV Ried, a w 2007 roku grał w amatorskim austriackim klubie ASKÖ Ohlsdorf.
| Sezon   | Klub                | Kraj           | Rozgrywki      | Mecze | Bramki |
| ------- | ------------------- | -------------- | -------------- | ----- | ------ |
| 1990/91 | 1. FC Tatran Prešov | Czechosłowacja | I. liga        | 1     | 0      |
| 1991/92 | STK Senec           | Czechosłowacja | II. liga       | ?     | ?      |
| 1992/93 | Koba Senec          | Czechosłowacja | II. liga       | ?     | ?      |
| 1993/94 | Koba Senec          | Słowacja       | II. liga       | ?     | ?      |
| 1994/95 | Artmedia Petržalka  | Słowacja       | II. liga       | ?     | ?      |
| 1995/96 | Artmedia Petržalka  | Słowacja       | II. liga       | ?     | ?      |
| 1996/97 | Baník Ostrawa       | Czechy         | Gambrinus Liga | 14    | 1      |
| 1997/98 | Baník Ostrawa       | Czechy         | Gambrinus Liga | 28    | 2      |
| 1998/99 | Slovan Bratysława   | Słowacja       | I. liga        | 29    | 3      |
| 1999/00 | Slovan Bratysława   | Słowacja       | I. liga        | 23    | 2      |
| 2000/01 | Slovan Bratysława   | Słowacja       | I. liga        | 17    | 1      |
| 2000/01 | Kocaelispor         | Turcja         | Süper Lig      | 12    | 1      |
| 2001/02 | Kocaelispor         | Turcja         | Süper Lig      | 17    | 1      |
| 2002/03 | Adanaspor           | Turcja         | Süper Lig      | 24    | 0      |
| 2003/04 | Aalborg BK          | Dania          | Superligaen    | 1     | 0      |
| 2004/05 | SV Ried             | Austria        | Erste Liga     | ?     | ?      |

## Kariera reprezentacyjna
W reprezentacji Słowacji Timko zadebiutował 6 sierpnia 1997 roku w wygranym 1:0 towarzyskim meczu ze Szwajcarią. W swojej karierze grał w eliminacjach do Euro 2000 i MŚ 2002. W kadrze narodowej od 1997 do 2002 roku rozegrał 29 meczów i strzelił 1 gola.